# Make Me Like You
Singles de Gwen Stefani
Used to Love You
(2015) Misery
(2016)
Make Me Like You est le deuxième single de la chanteuse américaine Gwen Stefani sortie le 16 février 2016.